# Cargneule

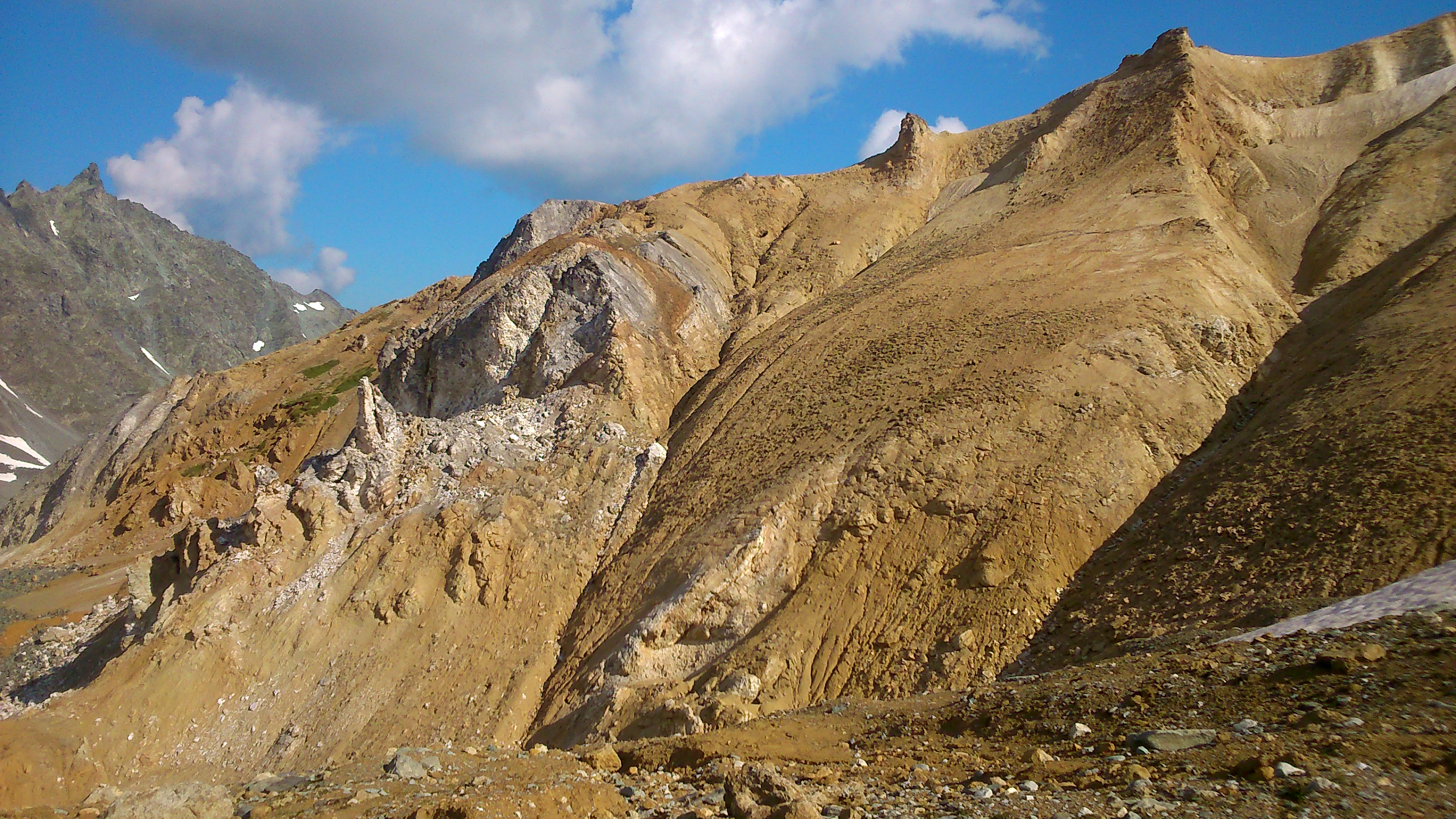
Cargneule au col du Soufre, au-dessus de Méribel dans le parc national de la Vanoise.

La cargneule ou cornieule est une brèche dolomitique à ciment calcaire produite par la dissolution partielle de bancs dolomie et leur remplacement par un ciment dolomitique puis calcitique. Les termes cargneule/cornieule s'appliquent préférentiellement dans les Alpes où on les rencontre dans les séries triasiques à proximité des plans de charriage des nappes. La cargneule eut par le passé un statut ambigu, à l'image des débats sur son orthographe, et provient en grande partie des difficultés par les géologues d'expliquer son origine, ainsi que des confusions fréquentes avec le tuf calcaire. Ces roches présentent une texture bréchique mais plus régulièrement vacuolaire ou caverneuse, selon les conditions de préservations des clastes, et une teinte jaune, brune, rouge ou rouille. Peu propice à l'affleurement, elles génèrent le cas échéant des reliefs ruiniformes.

## Étymologie
Le terme de « cargneule » est une évolution du mot « cornieule ». Ce dernier dérive lui-même de corniaula issu du patois employé dans la région entre Aigle et Bex dans le canton de Vaud en Suisse où ces roches sont très abondantes. Les mêmes roches sont dénommées corniolai dans le patois du Pays-d'en-Haut et de Gruyères, un peu plus au nord-est. Le terme corniolai désigne aussi en patois le cornouiller et le cormier, dont les fleurs jaune-orangés foncées rappellent les couleurs de la roche et qui est aussi très abondant dans la région. Certains auteurs associent le nom « cornieule » avec la corne ou bien à la cornaline bien que les relations soient loin d'être évidentes : la cargneule ne présente pas un aspect corné et ne possède une dureté équivalente; de même la couleur des cargneules ne rappelle pas celle de la cornaline, ni ses conditions de gisement. De nombreux toponymes de la région vaudoise comportent par ailleurs le terme « cornieule » : la tête de Cornieule au sud des dents de Morcles (46° 10′ 47″ N, 7° 05′ 05″ E) ou la pierre à Cornieule sous la pointe de l’Au (46° 11′ 43″ N, 6° 50′ 47″ E) en Valais.
Ainsi la filiation la plus vraisemblable serait cornus → corniolai → cornieule (Suisse) → cargneule (France). Cette évolution se retrouve aussi dans la chronologie de leur usage. « cornieule » présente un effet une utilisation antérieure (1810) à celle de « cargneule » qui semble remonter à 1840 sans que le changement d’orthographe ne soit expliqué. Une erreur de lecture ou de typographie pourrait expliquer cette variation d’autant plus que chacune des deux formes s’est accompagnés de variations typographiques (cornicule, corniolaz pour le premier et cargnieule, carnieule pour le second). L’orthographe « cargneule » semble avoir être une orthographe déformée et adoptée par les géologues français à partir de 1850 tandis que les géologues suisses romands sont demeurés fidèles à l’orthographe initiale.
Cornieule n’est cependant pas le terme le plus ancien employé pour décrire ces roches. « rauhwacke » est employé dès le XVIIIe siècle par les géologues allemands sous diverses orthographes (rauhkalk, rauchkalk) et plusieurs auteurs français ont même employé le terme de « calcaire celluleux ».

## Définition
Les termes de « cargneule » et « cornieule » sont généralement restreints aux roches observées dans les Alpes où elles sont systématiquement localisées dans le Trias, à proximité de plans de chevauchement. Une définition des cargneules est très complexe à proposer tant les auteurs ne semblaient pas d'accord entre-eux sur les faciès qu'englobe le terme de cargneule/cornieule et que le débat sur leur origine a longtemps fait rage,. La définition commune se focalise par ailleurs sur un faciès précis de cargneule à savoir une roche à la texture vacuolaire mais celle-ci ne représente qu'un stade final où la roche est altérée par exposition en surface (« cargneule vacuolaire ») et ne considère pas les textures où les clastes demeurent préservés (« cargneule bréchiforme »).
La cargneule peut être défini comme une brèche (voire une microbrèche) carbonatée issue du démantèlement de bancs de dolomie sous l'effet de contrainte tectonique qui l'ont prédisposé à être soumise à des phases de précipitation/dissolution, et qui ont ensuite entrainé une dédolomitisation partielle et son remplacement par un ciment dolomitique puis calcitique. Cette cimentation (ou liant) séparant les clastes se présente généralement comme une matrice microbréchique carbonatée mais peut apparaitre dans certains cas sous la forme de cloisons fines. Les clastes peuvent soit correspondre à des résidus de dolomies non dissous (cargneule monomicte) ou incorporer aussi des extraclastes (cargneule diamicte ou polymicte) provenant des couches adjacentes voire de séries plus récentes, et dans ce dernier cas, leur incorporation est décrite comme récente (Quaternaire). Enfin selon le degré d'altération, les clastes peuvent être plus ou moins dissous ce qui confère alors à la cargneule une texture vacuolaire.

## Histoire
Les théories sur la formation des cargneules ont été nombreuses et contradictoires entre le la seconde moitié du XIXe siècle et la fin du XXe siècle. Bien que l'origine tectonique de la cargneule soit défendue dès les premiers travaux,, des géologues ont suggéré des hypothèses variées sur la base des difficultés rencontrées par la théorie tectonique. Cette difficulté se retrouve aussi dans la définition de cargneulisation (ou corniolisation) qui se rapporte selon les auteurs au processus de bréchification de la roche ou à la dissolution des éléments à l'origine de l'aspect vacuolaire de la roche. Ces différentes hypothèses sont organisées autour de trois théories principales.

### Modèle sédimentaire
L'origine sédimentaire des cargneule est la première hypothèse largement relayée par de nombreux auteurs du XIXe siècle et de la première moitié du XXe siècle,,,,,,,,,,,,. Parmi eux, certains suggèrent une origine par lessivage des évaporites. Cette théorie suppose une origine triasique des cargneules dont l'argument principal est l'apparence stratiforme de certaines cargneules qui semblent reposer en concordance sur les couches triasiques. Cette disposition est cependant contredite par l'orientation oblique que peut avoir les couches de cargneule, recoupant ainsi la stratigraphie.

### Modèle tectonique
Le modèle tectonique défend un mécanisme où les mouvements tectoniques seraient la cause principale de formation des cargneules. Elle est initialement décrite sous la forme de dislocation des roches en raison d'une absence de connaissance des mécanismes tectoniques et notamment de la formation des nappes de charriages. Cette théorie suppose que la cargneule se soit formée au Cénozoïque (entre l'Éocène et le Miocène) durant le charriage des nappes alpines. Pour certains auteurs, cette formation serait associée à la présence d'anhydrite,,,,, tandis que d'autres privilégient l'existence de fluide sous pression provoquant la fracturation hydraulique des dolomies,,. Il en résulterait une bouillie sous pression qui lubrifierait les zones de cisaillement et au cours de laquelle des éléments étrangers pourraient être introduits. La formation des cargneules aurait ainsi joué un rôle clé dans le charriage des nappes alpines. Ce modèle est corroboré par la localisation fréquente des cargneules à proximité des plans de chevauchement, de leur discordance fréquente par rapport à la stratification, l'absence de galets de cargneule dans les dépôts antérieurs, l'incorporation de roches plus jeunes voire affectées par le métamorphisme alpin, la disposition des ciments calcaire en cloisons planes plus ou moins parallèles et qui contrastent avec la nature dolomitique des clastes. Cependant, ce modèle est remis en cause car il n'aboutirait pas à la formation de cargneule mais plutôt à des cataclasites ou des gouges de failles. Par ailleurs Les cargneules ne peuvent pas servir de plans de chevauchement car la bréchification des niveaux de cargneules ne permettrait pas de conserver une forte pression des fluides nécessaire au charriage des nappes.

### Modèle diagénétique
Le dernier modèle s'est surtout développé à partir de la seconde moitié du XXe siècle,,. Il décrit une origine chimique des cargneules par dissolution préférentielle de la dolomie ou de séries évaporitiques et leur remplacement par la précipitation d'un ciment en calcite après l'orogenèse alpine, entre le Néogène et le Quaternaire. La fracturation par gonflement de l'anhydrite est même suggérée. Ce modèle est corroboré par l'association systématique des cargneules avec des couches évaporitiques, la disparition de la cargneule en profondeur comme constatée lors du creusement de tunnels,, l'incorporation de roches métamorphiques post-triasiques prouvant qu'une phase de déformation ductile a précédé leur incorporation, la signature isotopique de l'oxygène et du carbone du ciment calcitique des cargneules similaire à celui des travertins formés récemment et l'analyse par cathodoluminescence de ces mêmes ciments.

### Modèle hybride
Depuis la seconde moitié du XIXe siècle, plusieurs auteurs,,, ont tendance à associer les modèles tectoniques et diagénétiques. La cargneule résulterait ainsi de modifications minéralogiques tardives (précipitation/dissolution de ciments carbonatés) qui affecteraient préférentiellement des unités préalablement fracturées par les chevauchements alpins.

## Formation
La formation des cargneules repose sur une transformation progressive de bancs de dolomies par le biais d'une évolution minéralogique qui s'accompagne, sans qu'elle ne soit nécessaire, de phases de bréchification sous l'effet de contraintes tectoniques (charriage des nappes), qui facilitent la formation de fractures par lesquels circulent les fluides responsables de phases précipitation/dissolution. Cette succession de phases précipitation/dissolution entraine, après à la mise en place des nappes, la formation de plusieurs générations de ciments, d'abord dolomitique puis calcitique par dédolomitisation. L'évolution des ciments peut être mise en évidence par cathodoluminescence et permet de définir une chronologie des stades successifs de précipitation des ciments. L'influence de la tectonique est par conséquent indirecte car elle contrôle la réactivation ou la création de nouveaux drains par lesquels circulent les fluides. Enfin l'exhumation des niveaux de cargneule aboutit à la mise en place d'un karst par dissolution préférentielle des clastes dolomitiques et l'installation d'une sédimentation récente (Quaternaire) qui se retrouve piégés dans les alvéoles de la cargneule, ainsi que par le développement de la matrice par précipitation de la calcite.

### Dépôt et diagenèse de la dolomie
La dolomie s'est déposée entre le Trias moyen et tardif dans un environnement d'estran (subtidale à intertidale) en bordure de plateforme carbonatée ou dans des lagunes bordant le littoral, et soumis à une forte évaporation. Lorsque le niveau marin diminuait encore, il entrainait une régression marine et la mise en place d'un système équivalent aux sebkhas, facilitant le dépôt d'évaporite dont des anhydrites. Les sédiments sont consolidés par un ciment primaire dolomitique (dolomicrosparite) dès la phase de diagenèse précoce (éogénèse) au Trias. Cette cimentation s'accompagne d'un comblement progressif de la porosité résiduelle par de la dolosparite.

### Bréchification tectonique
Sous l'effet des contraintes tectoniques de l'orogenèse alpine, des plans de décollement apparaissent à la base des couvertures sédimentaires, préfigurant les futures nappes de charriage. Leur position stratigraphique est en partie contrôlée par la distribution des couches évaporitiques (anhydrite, halite) triasiques. Durant cette étape, les bancs de dolomies situés à proximité des plans de décollement, sont bréchifiés sous la contrainte et par des fluides sous pression. Le produit de cette déformation est conditionné par la stratigraphie originelle des dépôts sédimentaires triasiques et notamment la proportion de couches évaporitiques. Les assises triasiques à forte composante dolomitique produisent des dolocataclasites, des brèches fluidales voire des farines dolomitique (gouges de faille) si la cimentation initiale est faible ou inexistante. Dans les séries comportant une forte proportion de couches évaporitiques, la déformation produit des brèches dolomitiques à ciment d'anhydrite pouvant aussi comporter des argilites et des schistes verts provenant des séries stratigraphiques adjacentes. Cette étape n'est pas impérative pour la formation de cargneule mais il est aussi possible que certaines couches aient été soumises à une fracturation hydraulique par des fluides en surpression.

### Cargneulisation
Les couches fracturées sont parcourues par des fluides sous pression provenant du haut de la colonne stratigraphique. Au début des déformations de la couverture sédimentaire (décollement des nappes), la pression des fluides atteint la pression lithostatique et les dolocataclasite se transforment en brèche tectonique. Cette pression élevée expliquerait l'orientation aléatoire des fractures qui forment un réseau dense et sont progressivement comblées par une dolosparite à la cristallinité particulière. Elle présente un habitus en selle, une extinction ondulée et se développeraient entre 80°C et 130°C. Leur précipitation s'étend au-delà des fractures et réduit la porosité générale de la roche à moins de 5%. Puis la pression des fluides descend au niveau de la pression hydrostatique.
La fracturation de la roche se développe et entraine un changement radical de la composition géochimique des fluides. Elle favorise la circulation de fluides de composition à forte teneur calcitique (ratio Ca2+/Mg2+ élevé) qui provient du lessivage des couches évaporitiques (très solubles) riches en anhydrite et gypse voire de l'érosion de la couverture sédimentaire et accentue l'agressivité des fluides. La précipitation d'un ciment calcite remplace progressivement les ciments dolomitiques plus solubles et confère à la roche sa nature calcitique. Le processus de dédolimitisation s'effectue de la manière suivante : 
CaCO3·MgCO3 + Ca2+ {\displaystyle \rightleftharpoons } 2CaCO3 + Mg2+
L'apport de calcium provient du sulfate de calcium (CaSO4) produit par la dissolution de l'anhydrite ce qui aboutit à la réaction suivante : 
CaCO3·MgCO3 + CaSO4·2H2O {\displaystyle \rightleftharpoons } 2CaCO3 + MgSO4 + 2H2O
Le produit de la dédolomitisation entraine la formation d'une solution de sulfate de magnésium (MgSO4) qui est évacué par les circulation des fluides. Cette cimentation oblitère et scelle la dissolution importante des assises préexistantes. L'intensité du phénomène est ainsi fonction de la perméabilité des couches fracturées et de l'épaisseur des couches évaporitiques, très solubles.

### Mise en place du karst
L'exhumation (télogenèse) marque les derniers stades de formation des cargneules. La pression des fluides redescend vers la pression hydrostatique et le drainage des écoulements de surface favorise une dissolution très active qui s'attaque préférentielle aux clastes de dolomie primaire (dolomie la plus soluble) puis progressivement à la dolomie d'origine diagenétique. Il en résulte la formation d'un karst par l'apparition de cavités plus ou moins interconnectées et qui confèrent à la cargneule son aspect vacuolaire. La fracturation peut aussi se poursuivre durant les derniers stades de formation par gélifraction et surpression des fluides karstiques. Des auteurs,, suggèrent même que la cargneule pourrait se former actuellement et en l'espace de quelques mois. De même, la cargneule ne serait pas restreinte en profondeur, des couches ont été identifiées à 300 m de profondeur dans une galerie sous le Mont d'Or.
En surface, le karst se manifeste par l'apparition de conduits et des poches dans lesquelles se retrouvent piégés des sédiments fins voire grossiers et mal triés. Il n'est pas rare d'y trouver aussi des galets morainiques qui démontrent que l'apparition du karst est au mieux contemporaine des glaciations quaternaires. C'est aussi durant cette période qui sont piégés des blocs de lithologies plus récentes que la cargneule comme des calcaires crétacés. Leur diversité pétrographique est alors fonction du bassin versant. Cette sédimentation récente peut aboutir au comblement des cavités. De même, le développement du réseau karstique, par la dissolution des clastes, peut entrainer la formation de faciès d'effondrement. Enfin la précipitation d'un ciment calcite se poursuit par le comblement de la porosité secondaire ou par la formation de croute calcaire en surface au travers d'un cycle continu de dissolution/précipitation, notamment sur les cargneules altérées.

## Description

### Pétrographie
Les cargneules sont une variété de brèche, voire une microbrèche selon la taille des clastes. Leur description est par conséquent équivalente à celle des conglomérats. En raison de leur origine diagenétique, elles peuvent être décrite comme des brèches de dissolutionce qui permet de les distinguer des travertins.

#### Matrice / Ciment
La matrice décrit un ciment calcitique se présentant sous la forme de cloisons (ou veines) dans les cargneules monomictes et évoluant une microbrèche calcitique, mal triée, et à éléments insolubles (jusqu'à 60 %) dans les cargneules polymictes. La composante principale de cette dernière est une calcsiltite très argileuse et riche en grains de quartz. Elle s'assimile parfois à une sédimentation à fines laminations, parfois varvée, souvent discordante avec l'orientation de couches. Des structures sédimentaires centimétriques à décimétriques peuvent parfois être observées.

#### Clastes
La cimentation englobe des fragments rocheux qui peuvent être uniquement des clastes dolomitiques, accompagnés en proportion minoritaire (moins de 10 %) de roches triasiques (cargneules monomictes), ou présenté une variété plus ou moins importante de lithologies (cargneules diamictes ou polymictes). Les cargneules polymictes constituent par ailleurs des formes très évoluées de cargneules qui semblent avoir été formés par l'incorporation de galets en plusieurs phases successives. Des plus abondants aux plus rares, on trouve les clastes suivants : 
- Intraclastes de dolomie : c'est l'élément le plus ubiquiste des cargneules. Ils sont en partie recristallisés avec des fantômes de bioclastes, oolites et pellets et sont aussi recoupés par des veines scellées par un ciment dolomitique propice à la dissolution et à son remplacement par un ciment calcitique ;
- Extraclastes de roches (permo-)triasiques : ce sont les lithologies les plus fréquentes après la dolomie car provenant des niveaux stratigraphiques adjacents. Leur apparition est contemporaine de la phase de déformation tectonique. Ils incluent des grès, des argilites ou des schistes verts ;
- Extraclastes de roches non triasiques : il s'agit de fragments provenant d'unités stratigraphiques généralement plus jeunes. L'incorporation de ces lithologies est tardive (Quaternaire) et correspond à la phase d'exhumation des cargneules. La distribution de ces lithologies est très variable dans les cargneules car elle est fonction des unités affleurantes du bassin versant. Leur distribution est par ailleurs corrélée avec celle des galets des dépôts quaternaires environnants (moraine, alluvions, éboulis). Certains galets présentent des morphologies arrondies, polis, voire striées démontrant une incorporation tardive. Ils comprennent des calcaires du Jurassique au Crétacé, des flyschs crétacés à éocènes, voire des marbres[5] ou des fragments d'ophiolites[34] ainsi que des granites ;
- Extraclastes/intraclastes de cargneule : l'érosion des cargneules à l'affleurement ainsi que le développement des systèmes karstiques peut entrainer le remaniement de fragments de cargneules dans des cargneules situées topographiquement plus bas (extraclastes) ou au sein même des cargneules (intraclastes) selon leur nature. Leur incorporation démontre par ailleurs un stade très avancé de formation des cargneules polymictes.

#### Cargneule dolomitique
Les cargneules dolomitiques présentent une composition relativement importante en claste dolomitique. Ces derniers sont régulièrement recoupés par de petites veines dolomitiques blanches préfigurant la poursuite du processus de cargneulisation. La couleur de la roche oscille entre le gris-beige et le gris-brun, et est rarement orangé. La composition des clastes est monomicte ou polymicte. Les cargneules monomictes sont le type le plus fréquent observé dans les Alpes du Nord, tandis que les cargneules polymictes sont régulièrement observées associées aux cargneules monomictes dont le passage semble graduel et diffus.

#### Cargneule calcitique
Les cargneules calcitiques présentent une texture fine ce qui leur donne un aspect plus fragile. Elle présentent des clastes généralement calcitiques tandis que les clastes dolomitiques sont subordonnés. La composition est généralement polymicte voire diamicte. Leur couleur est généralement comprise entre le beige-jaune et le jaune-ocre très prononcé.

### Stratigraphie
Les niveaux de cargneule sont associés aux plans de chevauchement situés dans le Trias moyen à supérieur. Le cisaillement des couches évaporitiques entraine une importante déformation des niveaux dolomitiques adjacents sous la forme de brèches de faille et de cataclasites qui deviennent prédisposés à être soumis à des processus de cargneulisation. Les niveaux de cargneules ne correspondent pas à des bancs stratigraphiques mais peuvent parfois être stratiformes. Cependant, les cas documentant des niveaux de cargneules conformes à la stratigraphie pourraient correspondre à des erreurs d'interprétation omettant la présence de contacts tectoniques complexes. Plus généralement, les niveaux de cargneule ont tendance à recouper la stratigraphie et certaines unités peuvent comporter plusieurs couches. Des niveaux de cargneules sont aussi recensés dans les téguments triasiques de nappe de socle. Ils pourraient provienir des contraintes de cisaillements qui entraineraient la diffusion de fluides calcitiques par la transformation des calcaires en mylonite.
La position des niveaux de cargneules semble aussi être corrélée avec la présence de zones d'écoulement préférentiels (drain) par lequel circulent les fluides à l'origine de la formation des cargneules. Leur localisation est généralement située vers la zone de contact entre argilites et carbonates car le contact entre ces deux lithologies présentent d'importants contrastes de perméabilité, compaction et cisaillement. Les drains peuvent aussi correspondre à des joints de stratification ou à des accidents tectoniques comme des contacts entre écailles tectoniques.
Le contact des cargneules avec l'encaissant est variable. Il peut être brutal mais il apparait aussi très incertain en raison d'affleurement discontinu et des phases de dissolution. Il est aussi possible d'observer une gradation de déformation depuis des bancs de dolomie non déformés en passant par des faciès intermédiaires (brèche de faille, cataclasite) jusqu'aux cargneules.

### Confusions possibles
La cargneule peut être confondu d'autres lithologies et dépôts sédimentaires : 
- tuf calcaire/travertin : dans les Alpes françaises, ces roches étaient dénommer tuvia, touvia, touvière, tuffia ou tuf, termes hérités du patois tova[43]. La confusion avec les cargneules semble résulter de l'aspect caverneux et de la présence récurrente de tufs à proximité des cargneules car les eaux souterraines ayant circulé dans des niveaux de cargneules sont riches en carbonates et sulfates, favorable à la formation de tufs[note 8]. Elles sont aussi dénommées « brelan » dans le patois du Dauphiné.
- dépôt de pente bréchique en milieu dolomitique[5] : la texture bréchique est commune avec la cargneule mais leur mode de dépôt et leur temporalité diffèrent.
- brèche quatternaire[44] : certains auteurs ont confondu des dépôts de brèches à éléments dolomitiques légèrement émoussés et faiblement cimenté avec des cargneules. Ces dépôts sont récents et présentent une stratification parallèle à la topographie. Bien que faiblement cimentés, ces dépôts sont très resistants à l'érosion.

## Occurrence

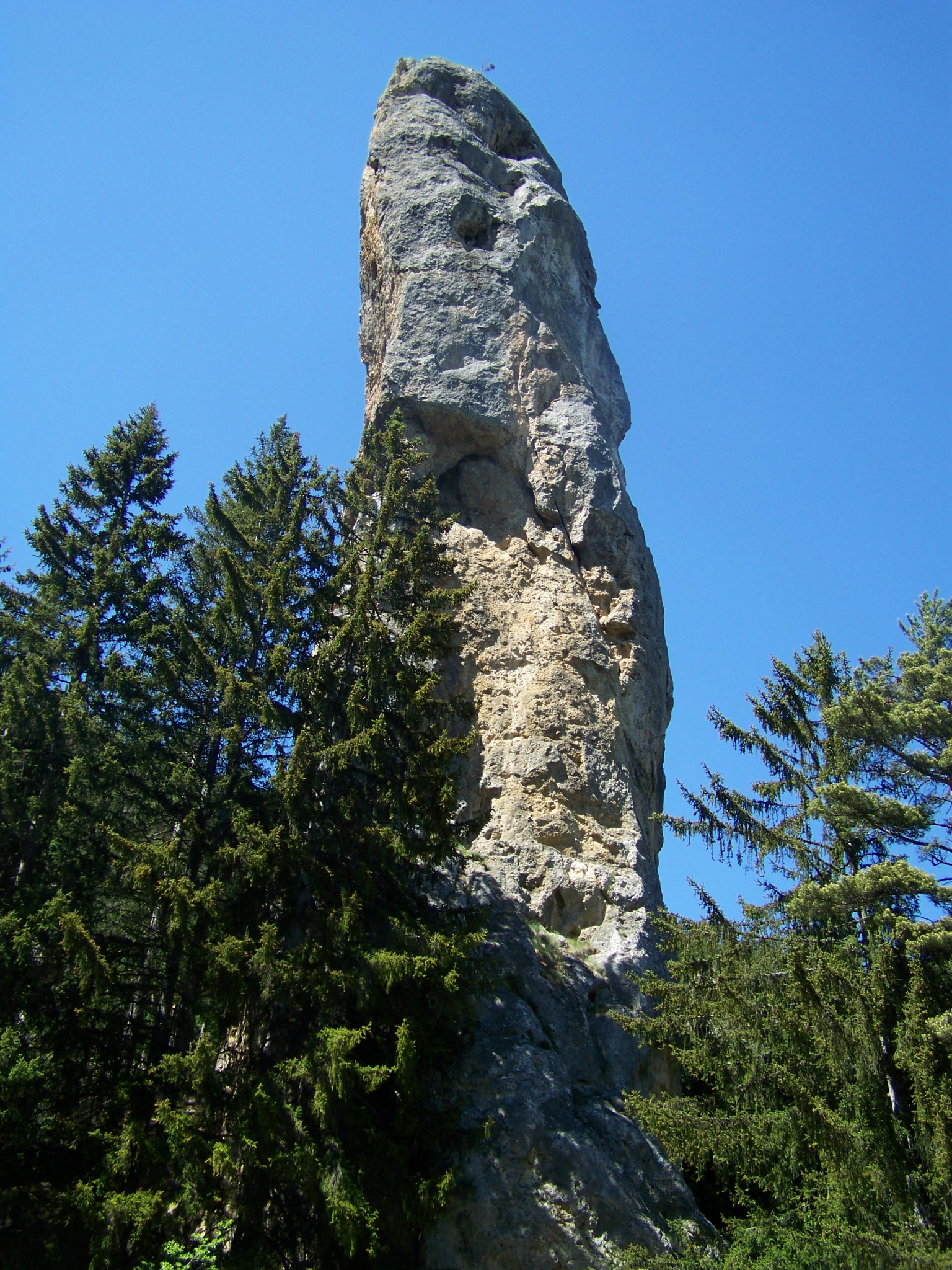
Monolithe cargneulique de Sardières en Savoie.

Ces roches sont fréquentes dans le Trias alpin, par exemple dans le Trias de Matheysine à la Pierre Percée, au col de la Balme, à la Croix de Chamrousse dans la chaîne de Belledonne, à La Muzelle en Oisans, à La Motte d'Aveillans ou à Oris-en-Ratier toujours dans le Dauphiné, en Haute Maurienne au mont-Cenis, au sommet de l'aiguille Percée, dans le Briançonnais, au col du Galibier ou à la Casse déserte sous le col de l'Izoard, dans le Queyras, notamment aux alentours de Ceillac, en vallée de la Roya et au voisinage du Mont Bego, dans le pays de Vaud et en Valais en Suisse..., mais aussi dans le Lias près de Montpellier-le-Vieux ou Nîmes-le-Vieux sur le rebord des causses, à Cornesson, dans les vallées proches du Ségala aveyronnais, dans le Crétacé supérieur du département de la Dordogne, dans l'oligocène de la vallée d'Argens... et en général sur le pourtour de la mer Méditerranée occidentale.
Le monolithe de Sardière, site d'escalade dans le parc national de la Vanoise, près de Modane en Savoie, a sa base située à 1600 mètres d'altitude, et s'élèverait à 93 mètres de haut.